# Béat Gaspard de la Tour-Châtillon de Zurlauben
Pour les articles homonymes, voir Zurlauben.
 (octobre 2020).
Si vous disposez d'ouvrages ou d'articles de référence ou si vous connaissez des sites web de qualité traitant du thème abordé ici, merci de compléter l'article en donnant les références utiles à sa vérifiabilité et en les liant à la section « Notes et références ».
Béat Gaspard de la Tour-Châtillon de Zurlauben est un noble des régions alpines du XVIIe siècle, chevalier de Saint-Michel, ayant notamment servi en tant que gouverneur de province et landamman.

## Famille
Il est le neveu de Conrad de la Tour-Châtillon de Zurlauben, et le fils aîné de Béat Jacques Ier de la Tour-Châtillon de Zurlauben.
Il est également le frère de Placide de la Tour-Châtillon de Zurlauben, élevé prince de l'Empire par Léopold Ier, et devenu maréchal héréditaire de l'abbaye de Muri en 1701.

## Carrière
Béat-Gaspard a d'abord servi en Savoie, fut nommé gouverneur de la province d'Asti, et en 1683, fut créé chevalier des ordres de Saint-Maurice et de Saint-Lazare. Il quitta ensuite le service de Savoie pour suivre dans sa patrie la carrière administrative ; il était, en 1695, landamman ou chef du canton. Il renouvela l'alliance avec l'évêque de Bâle et avec le canton du Valais. Louis XIV le nomma chevalier de Saint-Michel.
Béat-Gaspard mourut à Zoug, le 12 mai 1706, sans laisser d'héritiers mâles.

## Source
« Béat Gaspard de la Tour-Châtillon de Zurlauben », dans Louis-Gabriel Michaud, Biographie universelle ancienne et moderne : histoire par ordre alphabétique de la vie publique et privée de tous les hommes avec la collaboration de plus de 300 savants et littérateurs français ou étrangers, 2e édition, 1843-1865 [détail de l’édition]